# Place du Trocadéro
För andra betydelser, se Trocadero (olika betydelser).

Trocadéro

Place du Trocadéro är ett torg i Paris i Frankrike. Det ligger i 16:e arrondissementet mittemot Eiffeltornet på andra sidan floden Seine. 
I närheten ligger Chaillotpalatset med en utsiktplattform med vy över bland annat Eiffeltornet. Under torget finns tunnelbanestation Trocadéro. Området är namngivet efter ett sedermera förstört segermonument över slaget vid Trocadero på höjderna vid Passy i Paris. På platsen uppfördes Palais du Trocadéro till världsutställningen 1878.